# Thalasseus bernsteini
La sterna di Bernstein (Thalasseus bernsteini, Schlegel, 1863) è un raro uccello della sottofamiglia Sterninae, nella famiglia Laridae.

## Distribuzione e habitat
Questa rara sterna nidifica sulle coste cinesi delle province di Guangdong, Hebei, Fujian e Shandong e probabilmente anche su Taiwan e isole limitrofe. Fuori dal periodo riproduttivo si sposta su Halmahera (Indonesia), in Thailandia, Sarawak (Malaysia) e nelle Filippine.